# Valdinoce
Valdinoce (in croato Orašac) è un quartiere della città croata di Ragusa.

Valdinoce è situata a quota superiore rispetto alla strada Litoranea, ai piedi del Monte Bracevo e del Colle Nudo che lo riparano dai venti freddi del nord.

Sulla costa si trova la valle Poglizze, sita alla base dell'omonimo paese, che è attrezzata turisticamente con una spiaggia e uno scalo per le piccole imbarcazioni posti all'interno di un grande campeggio; nelle vicinanze di Poglizze vi sono le rovine del monumentale castello Arapovo, dove si dice abbia vissuto in esilio il gonfaloniere fiorentino Pier Soderini che, nel 1512 fu costretto alla fuga da Firenze al tempo dell'ascesa al potere della famiglia De’ Medici.

## Storia
Dopo la caduta dell'Impero romano la Dalmazia meridionale, dal Narenta al Drin, passò  sotto dominio bizantino.

Tra il 614 e il 615 iniziò l'orda àvaro-slava che raggiunse la costa della Dalmazia. L'imperatore Eraclio chiese aiuto contro di loro ai Serbi bianchi della Lusazia che nell'anno 630 occuparono le terre invase dagli Avari, liberandole. Come ricompensa, Eraclio permise ai Serbi di instaurare principati autonomi governati da un principe (in serbo župan, жупан), comunque, sotto la sovranità bizantina.
La Riviera di Ragusa fece quindi parte del principato di Zahumlje (a differenza della vicina Ragusa parte del thema Dalmatia), poi inglobato dalla Doclea.
Nel 1050 Stefano Vojislav, sovrano di Doclea, donò alla Repubblica di Ragusa la parte meridionale del Litorale (Primorje) comprendente la Valle dell'Ombla (Rijeka Dubrovačka), con la parte di Gionchetto, Malfi ed il lido lungo il mare fino a Poglizze; Valdinoce (il confine che la divideva da Poglizze scorreva lungo il torrente Valdinoce) invece rimase ai principi bosniaci ancora sottoposti ai Serbi della Doclea.

Tra il 1205 al 1358 Poglizze fu sotto amministrazione veneziana, come il resto della Repubblica ragusea.

Nel 1399 la vedova di Re Uros IV Milutin di Serbia e madre del re bosniaco Ostoja Kristić vendette ai Ragusei il territorio di Slano ed il territorio del Litorale da Valdinoce a Imotizza; tale acquisto venne ratificato da Sigismondo re d’Ungheria.
Il territorio di Valdinoce e Poglizze, ora uniti sotto il dominio della Repubblica ragusea, ne seguirono le sorti fino al 1808 quando vennero inglobati per un breve periodo nel Regno d’Italia napoleonico.

Ma già nel 1809, col Trattato di Schönbrunn entrò a far parte delle Province Illiriche.
Col Congresso di Vienna nel 1815 entrò a far parte per la prima volta dei domini asburgici nel Regno di Dalmazia come frazione del comune di Malfi.
Dopo la prima guerra mondiale, non facendo parte dei territori della Dalmazia citati nel Patto di Londra, entrò a far parte del neo costituito Regno dei Serbi, Croati e Sloveni.
Dopo la seconda guerra mondiale fece parte della Repubblica Socialista Federale di Jugoslavia; dal 1991 fa parte della Croazia.

## Alture principali
Monte Bracevo (Vračevo brdo), mt 442; Colle Nudo (Golo brdo), mt 298